# Danimarca ai XXIII Giochi olimpici invernali
La Danimarca ha partecipato ai XXIII Giochi olimpici invernali, che si sono svolti dal 9 al 28 febbraio 2018 a Pyeongchang in Corea del Sud, con una delegazione di 17 atleti.

## Curling

### Torneo maschile
La Danimarca ha diritto a partecipare al torneo maschile di curling dopo aver terminato tra le prime due posizioni il torneo di qualificazione olimpica
| Danimarca Skip: Rasmus Stjerne Third: Johnny Frederiksen Second: Mikkel Poulsen Lead: Oliver Dupont Alternate: Morten Berg Thomsen |
| --- |

#### Robin round
Risultati
| Sessione | Squadre       | Finale | 1 | 2 | 3 | 4 | 5 | 6 | 7 | 8 | 9 | 10 | 11   |
| -------- | ------------- | ------ | - | - | - | - | - | - | - | - | - | -- | ---- |
| 1        | Danimarca     | 5      | 0 | 0 | 0 | 2 | 0 | 0 | 1 | 0 | 2 | 0  | N.D. |
| 1        | Svezia        | 9      | 0 | 2 | 0 | 0 | 3 | 2 | 0 | 1 | 0 | 1  | N.D. |
| 2        | Danimarca     | 7      | 0 | 0 | 2 | 0 | 1 | 1 | 0 | 2 | 0 | 1  | N.D. |
| 2        | Svizzera      | 9      | 1 | 1 | 0 | 3 | 0 | 0 | 2 | 0 | 2 | 0  | N.D. |
| 3        | Italia        | 4      | 0 | 1 | 0 | 0 | 1 | 1 | 0 | 0 | 0 | 1  | N.D. |
| 3        | Danimarca     | 6      | 2 | 0 | 2 | 0 | 0 | 0 | 0 | 0 | 2 | 0  | N.D. |
| 4        | Danimarca     | 5      | 0 | 0 | 0 | 0 | 2 | 1 | 0 | 2 | 0 | X  | N.D. |
| 4        | Stati Uniti   | 9      | 2 | 2 | 0 | 2 | 0 | 0 | 2 | 0 | 1 | X  | N.D. |
| 5        | Norvegia      | 10     | 0 | 1 | 0 | 4 | 0 | 4 | 0 | 0 | 1 | 0  | N.D. |
| 5        | Danimarca     | 8      | 1 | 0 | 1 | 0 | 1 | 0 | 2 | 2 | 0 | 1  | N.D. |
| 6        | Danimarca     | 9      | 0 | 0 | 2 | 1 | 2 | 0 | 0 | 3 | 0 | 0  | 1    |
| 6        | Corea del Sud | 8      | 2 | 0 | 0 | 0 | 0 | 2 | 1 | 0 | 1 | 2  | 0    |
| 7        | Gran Bretagna | 7      | 0 | 1 | 0 | 1 | 0 | 2 | 0 | 1 | 0 | 2  | N.D. |
| 7        | Danimarca     | 6      | 1 | 0 | 1 | 0 | 2 | 0 | 1 | 0 | 1 | 0  | N.D. |
| 8        | Giappone      | 6      | 0 | 0 | 3 | 0 | 0 | 2 | 0 | 0 | 0 | 1  | N.D. |
| 8        | Danimarca     | 4      | 1 | 0 | 0 | 1 | 0 | 0 | 0 | 2 | 0 | 0  | N.D. |
| 9        | Danimarca     | 3      | 0 | 1 | 0 | 1 | 0 | 0 | 1 | X | X | X  | N.D. |
| 9        | Canada        | 8      | 4 | 0 | 1 | 0 | 3 | 0 | 0 | X | X | X  | N.D. |

Classifica
| Squadre       | G | V | P | PF | PS |
| ------------- | - | - | - | -- | -- |
| Svezia        | 9 | 7 | 2 | 62 | 43 |
| Canada        | 9 | 6 | 3 | 56 | 46 |
| Stati Uniti   | 9 | 5 | 4 | 67 | 63 |
| Gran Bretagna | 9 | 5 | 4 | 55 | 60 |
| Svizzera      | 9 | 5 | 4 | 60 | 55 |
| Norvegia      | 9 | 4 | 5 | 45 | 54 |
| Corea del Sud | 9 | 4 | 5 | 54 | 59 |
| Giappone      | 9 | 4 | 5 | 48 | 56 |
| Italia        | 9 | 3 | 6 | 50 | 56 |
| Danimarca     | 9 | 2 | 7 | 53 | 70 |

### Torneo femminile
La Danimarca ha diritto a partecipare al torneo femminile di curling dopo aver terminato tra le prime due posizioni il torneo di qualificazione olimpica
| Danimarca Skip: Madeleine Dupont Third: Denise Dupont Second: Julie Høgh Lead: Mathilde Halse Alternate: Lina Knudsen |
| --- |

#### Robin round
Risultati
| Sessione | Squadre                      | Finale | 1 | 2 | 3 | 4 | 5 | 6 | 7 | 8 | 9 | 10 | 11   |
| -------- | ---------------------------- | ------ | - | - | - | - | - | - | - | - | - | -- | ---- |
| 1        | Danimarca                    | 3      | 0 | 0 | 0 | 1 | 0 | 0 | 2 | 0 | X | X  | N.D. |
| 1        | Svezia                       | 9      | 1 | 0 | 2 | 0 | 2 | 2 | 0 | 2 | X | X  | N.D. |
| 2        | Danimarca                    | 5      | 0 | 0 | 0 | 3 | 0 | 1 | 0 | 0 | 1 | X  | N.D. |
| 2        | Giappone                     | 8      | 0 | 2 | 1 | 0 | 0 | 0 | 3 | 2 | 0 | X  | N.D. |
| 3        | Danimarca                    | 9      | 0 | 0 | 3 | 1 | 0 | 2 | 0 | 0 | 0 | 2  | 1    |
| 3        | Canada                       | 8      | 0 | 2 | 0 | 0 | 4 | 0 | 1 | 1 | 0 | 0  | 0    |
| 4        | Danimarca                    | 6      | 1 | 0 | 1 | 0 | 1 | 0 | 1 | 0 | 1 | 1  | N.D. |
| 4        | Gran Bretagna                | 7      | 0 | 2 | 0 | 1 | 0 | 2 | 0 | 2 | 0 | 0  | N.D. |
| 5        | Cina                         | 10     | 4 | 0 | 0 | 1 | 0 | 0 | 1 | 0 | 4 | X  | N.D. |
| 5        | Danimarca                    | 7      | 0 | 1 | 3 | 0 | 2 | 0 | 0 | 1 | 0 | X  | N.D. |
| 6        | Stati Uniti                  | 7      | 1 | 0 | 1 | 1 | 0 | 2 | 0 | 1 | 0 | 1  | N.D. |
| 6        | Danimarca                    | 6      | 0 | 1 | 0 | 0 | 2 | 0 | 2 | 0 | 1 | 0  | N.D. |
| 7        | Danimarca                    | 7      | 0 | 0 | 0 | 2 | 0 | 2 | 0 | 0 | 3 | 0  | N.D. |
| 7        | Atleti Olimpici dalla Russia | 8      | 0 | 1 | 1 | 0 | 3 | 0 | 1 | 1 | 0 | 1  | N.D. |
| 8        | Svizzera                     | 6      | 1 | 0 | 0 | 0 | 3 | 0 | 1 | 0 | 1 | X  | N.D. |
| 8        | Danimarca                    | 4      | 0 | 0 | 0 | 2 | 0 | 1 | 0 | 1 | 0 | X  | N.D. |
| 9        | Corea del Sud                | 9      | 0 | 1 | 0 | 3 | 2 | 0 | 3 | X | X | X  | N.D. |
| 9        | Danimarca                    | 3      | 0 | 0 | 2 | 0 | 0 | 1 | 0 | X | X | X  | N.D. |

Classifica
| Squadre                      | G | V | P | PF | PS |
| ---------------------------- | - | - | - | -- | -- |
| Corea del Sud                | 9 | 8 | 1 | 75 | 44 |
| Svezia                       | 9 | 7 | 2 | 64 | 48 |
| Gran Bretagna                | 9 | 6 | 3 | 61 | 56 |
| Giappone                     | 9 | 5 | 4 | 59 | 55 |
| Cina                         | 9 | 4 | 5 | 57 | 65 |
| Canada                       | 9 | 4 | 5 | 68 | 59 |
| Svizzera                     | 9 | 4 | 5 | 60 | 55 |
| Stati Uniti                  | 9 | 4 | 5 | 56 | 65 |
| Atleti Olimpici dalla Russia | 9 | 2 | 7 | 45 | 76 |
| Danimarca                    | 9 | 1 | 8 | 50 | 72 |

## Pattinaggio di figura
La Danimarca ha qualificato nel pattinaggio di figura due atleti, un uomo e una donna, in seguito ai Campionati mondiali di pattinaggio di figura 2017.
Il 28 settembre 2017 la Danimarca annuncia che non parteciperà alle Olimpiadi nelle gare di pattinaggio.

## Pattinaggio di velocità

### Uomini
| Gara       | Atleta             | Semifinali | Semifinali | Semifinali | Finale | Finale  | Finale |
| Gara       | Atleta             | Punti      | Tempo      | Pos.       | Punti  | Tempo   | Pos.   |
| ---------- | ------------------ | ---------- | ---------- | ---------- | ------ | ------- | ------ |
| Mass start | Stefan Due Schmidt | 40         | 7'55"22    | 2º Q       | 0      | 7'47"53 | 13º    |
| Mass start | Viktor Hald Thorup | 5          | 8'34"06    | 4º Q       | 8      | 7'57"10 | 5º     |

### Donne
| Gara       | Atleta             | Semifinali | Semifinali | Semifinali | Finale          | Finale          | Finale          |
| Gara       | Atleta             | Punti      | Tempo      | Pos.       | Punti           | Tempo           | Pos.            |
| ---------- | ------------------ | ---------- | ---------- | ---------- | --------------- | --------------- | --------------- |
| Mass start | Elena Møller Rigas | 0          | 8'54"39    | 9ª         | non qualificata | non qualificata | non qualificata |

## Sci alpino

### Uomini
| Gara            | Atleta               | Tempo              | Tempo              | Tempo              | Posizione |
| Gara            | Atleta               | 1ª manche          | 2ª manche          | Totale             | Posizione |
| --------------- | -------------------- | ------------------ | ------------------ | ------------------ | --------- |
| Slalom speciale | Casper Dyrbye Næsted | DNF                | DNF                | DNF                | DNF       |
| Slalom gigante  | Casper Dyrbye Næsted | 1'20"33            | 1'18"01            | 2'38"34            | 60º       |
| Combinata       | Christoffer Faarup   | 1'21"08            | 54"13              | 2'15"21            | 30º       |
| Gara            | Atleta               | Tempo unica manche | Tempo unica manche | Tempo unica manche | Posizione |
| Supergigante    | Christoffer Faarup   | 1'27"81            | 1'27"81            | 1'27"81            | 32º       |
| Discesa libera  | Christoffer Faarup   | 1'44"48            | 1'44"48            | 1'44"48            | 36º       |

## Sci di fondo

### Uomini
| Evento                 | Atleta        | Tempo     | Tempo     | Tempo     | Distacco | Distacco | Distacco | Posizione | Posizione |
| ---------------------- | ------------- | --------- | --------- | --------- | -------- | -------- | -------- | --------- | --------- |
| 15 km tecnica libera   | Martin Møller | 39'35"4   | 39'35"4   | 39'35"4   | +5'51"5  | +5'51"5  | +5'51"5  | 90º       | 90º       |
| 50 km tecnica classica | Martin Møller | 2h36'10"8 | 2h36'10"8 | 2h36'10"8 | +27'48"7 | +27'48"7 | +27'48"7 | 60º       | 60º       |

## Sci freestyle

### Halfpipe
| Atleta              | Evento    | Qualificazioni | Qualificazioni | Qualificazioni | Qualificazioni | Finale          | Finale          | Finale          | Finale          | Finale          |
| Atleta              | Evento    | Run 1          | Run 2          | Migliore       | Posizione      | Run 1           | Run 2           | Run 3           | Migliore        | Posizione       |
| ------------------- | --------- | -------------- | -------------- | -------------- | -------------- | --------------- | --------------- | --------------- | --------------- | --------------- |
| Laila Friis-Salling | Femminile | 45,00          | 11,80          | 45,00          | 23ª            | non qualificato | non qualificato | non qualificato | non qualificato | non qualificato |